# Anton Giulio Bragaglia
Anton Giulio Bragaglia (Frosinone, 11 febbraio 1890 – Roma, 15 luglio 1960) è stato un regista, critico cinematografico e saggista italiano.

## Biografia
Nel 1906 inizia a lavorare come aiuto regista della Cines, casa cinematografica romana della quale il padre Francesco, ingegnere, è direttore generale.
Acquisisce così notevoli esperienze tecniche ed artistiche, anche profittando della grande produttività della Cines, lavorando a fianco dei registi Mario Caserini ed Enrico Guazzoni. Intanto coltiva una passione familiare per l'archeologia e lavora accanto a Giacomo Boni e Rodolfo Lanciani.
Assieme ai fratelli Arturo e Carlo Ludovico si dedica alla sperimentazione di tecniche innovative fotografiche e cinefotografiche, concentrandosi soprattutto sulla fotodinamica, avvalendosi anche del contributo economico del movimento Futurista ed in particolare di Marinetti. Nel 1911 pubblica il saggio Fotodinamismo futurista e nello stesso anno assume l'incarico di redattore capo del giornale L'Artista, periodico artistico e teatrale.
Nel 1915 riporta sulla rivista Touring le tragiche vicende del terremoto di Avezzano, successivamente fonda e dirige La Ruota, rivista panteista mensile illustrata degli animali, delle piante, dei cieli, delle cose sommerse, delle cose sepolte, delle montagne, delle acque, delle nuvole, del fuoco, delle stelle, della luce, della notte, alla quale collaborarono, tra gli altri, letterati come Gabriele D'Annunzio, Grazia Deledda, Salvatore Di Giacomo, Rudyard Kipling, Maurice Maeterlinck, Luigi Pirandello, Matilde Serao e artisti come Duilio Cambellotti, Enrico Prampolini, Aristide Sartorio.
Nel 1916 fonda il periodico Cronache di Attualità, che si occupa di politica ed arte italiana e straniera, con particolare interesse per le avanguardie. Collaboreranno alla rivista personalità di rilievo. Tra i letterati: Corrado Alvaro, Curzio Malaparte, Vincenzo Cardarelli, Francesco Flora, Corrado Govoni, Filippo Tommaso Marinetti, Ada Negri, Aldo Palazzeschi, Luigi Pirandello, Trilussa; tra gli artisti, Giorgio De Chirico, Fortunato Depero, Leo Longanesi, Oskar Kokoschka, Pablo Picasso; tra i musicisti, Gian Francesco Malipiero, Ildebrando Pizzetti, Balilla Pratella.
Nel 1917 realizza per la casa di produzione cinematografica "Novissima Film", 4 film: un "corto" (Un dramma nell'Olimpo), Thaïs, Il mio cadavere e Perfido incanto, dei quali solo Thaïs è sopravvissuto, con una copia conservata - anche se forse incompleto - a Parigi presso la Cinémathèque française. Si tratta opere di impronta futurista, in cui spiccano le scenografie d'avanguardia di Enrico Prampolini.
Nel 1918 fonda e dirige la Casa d'Arte Bragaglia, che inaugura con una personale di Giacomo Balla, e che, tra le altre, ospiterà mostre di Giorgio de Chirico (1919), Mario Sironi (1919), Hector Nava, Evola e i dadaisti, Gustav Klimt e Egon Schiele (1920), Zadkine (1921).
Nel 1919 cura la sua prima regia teatrale al Teatro Argentina di Roma, mettendo in scena Per fare l'alba di Rosso di San Secondo, con la Compagnia del Teatro Mediterraneo diretta da Luigi Pirandello, Rosso di San Secondo e Nino Martoglio.
Dal 1921 al 1924 pubblica la rivista satirica Index Rerum Virorumque Prohibitorum. Nel 1922 apre il Teatro Sperimentale degli Indipendenti (che dirige fino al 1936) e, negli stessi anni fonda una propria compagnia teatrale ("Compagnia Spettacoli Bragaglia") con cui mette in scena L'Opera da tre soldi di Bertolt Brecht portandola in tournée nel 1929 e 1930 come La veglia dei lestofanti nella traduzione di Alberto Spaini e Corrado Alvaro al Teatro dei Filodrammatici di Milano l'8 marzo 1930, al Teatro Reinach di Parma il 24 marzo successivo ed al Teatro di Torino il 2 aprile successivo.
Il Teatro Sperimentale degli Indipendenti diviene un punto di riferimento per le avanguardie italiane, mettendo in scena il meglio della drammaturgia internazionale contemporanea. Bragaglia rappresenta testi di Michel de Ghelderode, Georges Ribemont-Dessaignes, Miguel de Unamuno, Maurice Maeterlinck, Eugene O'Neill, August Strindberg, Frank Wedekind. Tra gli autori italiani ospita Antonio Aniante, Riccardo Bacchelli, Luigi Bonelli, Massimo Bontempelli, Achille Campanile, Luciano Folgore, Filippo Tommaso Marinetti, Pirandello, Rosso di San Secondo, Svevo e molti altri.
Nel 1924 presenta a Parigi il suo palcoscenico multiplo.
Dal 1937 al 1943 dirige la Fondazione del Teatro delle Arti.
Nel 1937 al Teatro Comunale di Firenze cura la regia di Il signor Bruschino, diretto da Antonio Guarnieri, con Saturno Meletti, Vincenzo Bettoni e Giuseppe De Luca.
Artista poliedrico ed intellettuale dai larghissimi interessi, scrive opere sul cinema, teatro, danza, scenografia, scenotecnica e compie tournée di esposizioni e conferenze in Europa ed in America.
Dal 1953 assume la direzione della rivista Gala, mensile illustrato edito dalle Arti Grafiche Camene di Catania.
La sua ultima regia è del 1960: nella stagione lirica del Teatro dell'Opera di Roma mette in scena Le maschere di Pietro Mascagni. Muore il 15 luglio 1960; riposa nel cimitero del Verano a Roma.

## Filmografia

### Regista
- Un dramma nell'Olimpo (1917) - cortometraggio
- Il mio cadavere (1917)
- Thaïs (1917)
- Perfido incanto (1918)
- Vele ammainate (1931)
- Cosenza tirrenica (1950) - documentario
- Floridiana (1950) - documentario

### Sceneggiatura
- Vele ammainate, regia di Anton Giulio Bragaglia (1931)

## Citazioni e omaggi
- La compagnia teatrale Il Bagaglino deriva il suo primo nome, Il Bragaglino, da Anton Giulio Bragaglia, ma un'ingiunzione degli eredi impose loro il cambio di nome
- Nel 1982 il Liceo Artistico Statale di Frosinone è stato intitolato ad Anton Giulio Bragaglia
- A lui è intitolata una strada nella periferia nord di Roma, la quale collega la strada consolare Via Cassia al quartiere Olgiata

## Varietà televisivi Rai
- Tutti improvvisatori, rassegna di talenti ideata da Anton Giulio Bragaglia, presentata da Leonardo Cortese, regia di Lino Procacci, trasmessa il 23 aprile 1958.

## Opere
- Fotodinamismo futurista, con 16 tavole, Ed. Nalato, Roma (1911), II ediz. Nalato (1912)
- Nuova archeologia romana, Ed. Nalato, Roma (1915)
- I tedeschi e le canzoni di guerra, Ed. Humanitas, Bari (1915)
- La maschera mobile, Ed. Campitelli, Foligno (1926)
- I dialoghi di Leone De Sommi, saggio e note di A. G. Bragaglia, Illustrazione teatrale (1926)
- Don Chisciotte, canovaccio in tre atti e venti quadri, «Il dramma. Quindicinale di commedie di grande successo diretto da Lucio Ridenti», anno 3, n. 29 (1º novembre 1927), pp. 8-36
- Scultura vivente, Ed. L'Eroica, Milano (1928)
- Del teatro teatrale ossia del teatro, Ed. Tiber, Roma (1929)
- Jazz band, Ed. Corbaccio, Milano (1929)
- Il teatro della rivoluzione, Ed. Tiber, Roma (1929), in copertina un fotomontaggio di Ferruccio Demanins
- Film sonoro, Ed. Corbaccio, Milano (1929)
- Evoluzione del mimo, Ed. Ceschina, Milano (1930)
- El nuevo teatro argentino, Editorial Roma, Buenos Aires (1930)
- Il segreto di Tabarrino, Ed. Vallecchi, Firenze (1933)
- Danze afroasiatiche, estr. Giornale di Politica e Letteratura, Roma (1935)
- La bella danzante, Ed. Nuova Europa, Roma (1935)
- Mastro Don Gesualdo, riduzione da G. Verga, Ed. C.E.S.A., Roma (1936)
- Sottopalco, Ed. Barulli & figlio, Osimo (1937)
- La Cintia, riduzione da G. B. Della Porta, Ed. Il Dramma, n. 355, Torino (1940)
- Le metempsicosi di Yo Tchéou, riduzione da Yu-Pe-Tuen, Ed. Il Dramma, S.E.T., Torino (1943)
- Commedie dell'Arte, canovacci inediti, Ed. Il Dramma, S.E.T., Torino (1943)
- Commedie giocose del '500, 4 volumi con introduzione, Ed. Colombo, Roma (1946)
- Maschere romane, Ed. Colombo, Roma (1947)
- Danze popolari italiane, Ed. ENAL, Roma (1950)
- Nicola Sabbatini e Giacomo Torelli scenotecnici marchigiani, Ed. Ente Artistico e Culturale, Pesaro (1952)
- Pulcinella, Ed. Casini, Roma (1953)
- Scenografia del novecento, in Tempi e aspetti della scenografie, Edizioni Radio Italiana, Torino (1954)
- Storia del teatro popolare romano, Ed. Colombo, Roma (1958)
- Degli evirati cantori, Ed. Sansoni, Firenze (1959)
- Giangurgolo ovvero il calabrese in commedia, Ed. Ente Provinciale Turismo, Cosenza s.d.
- Dell'arte rappresentativa premeditata ed all'improvviso di A. Perrucci, con introduzione e bibliografia, Ed. Sansoni Antiquariato, Firenze (1961)
- Fotodinamismo futurista, con un regesto di Antonella Vigliani Bragaglia, saggi di Maurizio Calvesi, Maurizio Fagiolo, Filiberto Menna e un'introduzione di Giulio Carlo Argan, Einaudi, Torino (1970)